# Alfredo Angeli
Pour les articles homonymes, voir Angeli.
Alfredo Angeli (né le 7 août 1927 à Livourne et décédé le 25 novembre 2005 à Rome) est un réalisateur et scénariste italien de télévision et de cinéma.

## Filmographie

### Réalisateur
- 1967 : La notte pazza del conigliaccio (it) (plus scénario)
- 1976 : Languidi baci... perfide carezze (it) (plus scénario)
- 1983 : Benedetta e company (téléfilm) (plus scénario)
- 1984 : L'addio a Enrico Berlinguer (documentaire)
- 1997 : Con rabbia e con amore (plus scénario)
- 2000 : Giochi pericolosi (it) (téléfilm)
- 2001 : Un altro mondo è possibile (documentaire)
- 2002 : La primeverz del 2002 (documentaire)

### Scénariste
- 1955 : Processo all'amore d'Enzo Liberti
- 1958 : Adorabili e bugiarde de Nunzio Malasomma